# Gloeobacter
Gloeobacter es un género de cianobacterias y al mismo tiempo es un grupo hermano de todas las demás cianobacterias. Gloeobacter es único entre las cianobacterias que no posee tilacoides, por lo que sus complejos de captación de luz (también llamados ficobilisomas), se encuentran en el interior de la membrana plasmática  (citoplasma). Su gradiente de protones se crea sobre la membrana plasmática, contrario a las demás cianobacterias y cloroplastos donde su gradiente se forma en la membrana tilacoide. Por esta característica Gloeobacter se ha postulado como el ancestro de todas las cianobacterias.
Gloeobacter es el único género representante del orden Gloeobacterales, incluye a las especies Gloeobacter violaceus y Gloeobacter kilaueensis. 
Todo el genoma de Gloeobacter violaceus (cepa PCC 7421) se ha secuenciado. Muchos genes de los fotosistemas I y II se encuentran ausentes, probablemente relacionado con el hecho de que la fotosíntesis no tiene lugar en la membrana tilacoide como en otras cianobacterias, sino en la membrana plasmática.